# Бобслей на зимових Олімпійських іграх 1952
Змагання з бобслею на зимових Олімпійських іграх 1952 тривали з 14 до 22 лютого в Осло (Норвегія).

## Таблиця медалей
| Місце              | Країна             | Золото | Срібло | Бронза | Загалом |
| ------------------ | ------------------ | ------ | ------ | ------ | ------- |
| 1                  | Німеччина          | 2      | 0      | 0      | 2       |
| 2                  | США                | 0      | 2      | 0      | 2       |
| 3                  | Швейцарія          | 0      | 0      | 2      | 2       |
| Загалом (3 збірні) | Загалом (3 збірні) | 2      | 2      | 2      | 6       |

## Чемпіони та призери
| Дисципліна          | Золото                                                                             | Срібло                                                                     | Бронза                                                                                  |
| ------------------- | ---------------------------------------------------------------------------------- | -------------------------------------------------------------------------- | --------------------------------------------------------------------------------------- |
| Двійки (чоловіки)   | Німеччина (GER) Німеччина I Андреас Остлер Лоренц Ніберль                          | США (USA) США I Стенлі Бенем Патрік Мартін                                 | Швейцарія (SUI) Швейцарія I Фріц Феєрабенд Стефан Вазер                                 |
| Четвірки (чоловіки) | Німеччина (GER) Німеччина I Андреас Остлер Фрідріх Кун Лоренц Ніберль Франц Кемзер | США (USA) США I Стенлі Бенем Патрік Мартін Говард Кроссетт Джеймс Аткінсон | Швейцарія (SUI) Швейцарія I Фріц Феєрабенд Альберт Мадерін Андре Філіппіні Стефан Вазер |

## Країни-учасниці
У змаганнях з бобслею на Олімпійських іграх в Осло взяли участь спортсмени 10-ти країн:
- Аргентина (4)
- Австрія (8)
- Бельгія (4)
- Франція (5)
- Німеччина (6)
- Італія (8)
- Норвегія (9)
- Швеція (9)
- Швейцарія (8)
- США (10)